# Сервий Корнелий Малугиненсис
 Тази статия е за консулския военен трибун.  За римския консул вижте Сервий Корнелий Малугиненсис Кос.  
Сервий Корнелий Малугиненсис (на латински: Servius Cornelius Maluginensis) e римски сенатор, политик и военен.
Произлиза от патрицианския клон Малугиненсис на фамилията Корнелии. Той е седем пъти консулски военен трибун (386, 384, 382, 380, 376, 370 и 368 пр.н.е.).
Диктаторът през 361 пр.н.е. Тит Квинкций Пен Капитолин Криспин прави Малугиненсис за свой magister equitum.